# Argonauci

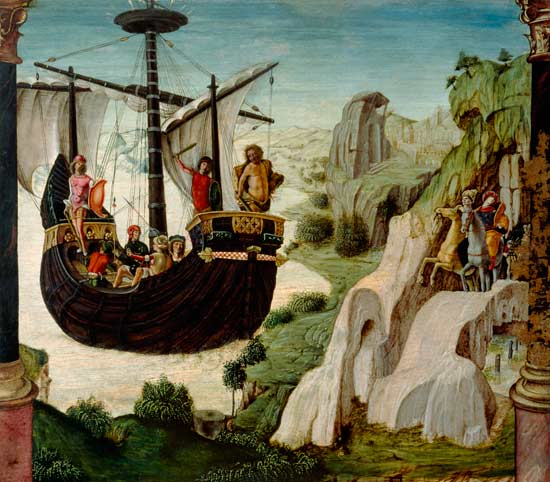
Renesansowe wyobrażenie Argonautów i ich okrętu (mal. Lorenzo Costa, ok. 1490)

Argonauci (gr. lm Ἀργοναῦται Argonautai – dosł. „żeglarze na Argo”, lp Ἀργοναύτης Argonaútēs, łac. Argonautae) – w mitologii greckiej 52 uczestników wyprawy Jazona do Kolchidy po „złote runo” cudownego barana.
Mityczni bohaterowie helleńscy, którzy pod wodzą Jazona wyruszyli okrętem Argo („Szybki”) do Kolchidy po złote runo (chrysomallos) baranka, ofiarowane tam Zeusowi przez uciekającego Fryksosa. Wśród nich znaleźli się: Boreadzi – skrzydlaci bracia Kalais i Zetes, siłacz Herakles z synem Hylasem, śpiewak Orfeusz, Tezeusz – pogromca Minotaura, jego przyjaciel Pejritoos, bliźniaczy bracia Kastor i Polideukes, ich kuzyn Linkeus, Asklepios – syn Apolla, Peleus – ojciec Achillesa, król Pylos Nestor, heros Meleager i inni. Podczas wyprawy spotkały ich różne przygody, m.in. na Lemnos, w Tracji i w cieśninie Bosfor (skały Symplegady).
Mit o Argonautach dostarczył tematu w malarstwie (od renesansowego Ercole de’ Roberti aż po XIX-XX-wiecznych symbolistów jak Gustave Moreau i Max Beckmann), w literaturze (m.in. Apollonios z Rodos, R. Graves) i muzyce (G. Mahler, Witold Dąbrowski i Edward Pałłasz w Piosence o Kolchidzie i in.). Autorką powieści Argonauci (1900) była Eliza Orzeszkowa.
Do podania o Argonautach nawiązano w nazwie Akademii Argonautów – pierwszego w historii świata towarzystwa geograficznego .